# Inteligência comportamental
Inteligência comportamental é um conceito criado em 2007 por Jô Furlan, médico, neurocientista e conferencista internacional. A inteligência comportamental consiste em um modelo de comportamento que permita às pessoas fazer as escolhas que as conduzam ao resultado que desejam, ou seja, ser inteligente significa realizar aquilo que deseja.
O desenvolvimento do conceito começou no curso de Especialização em Medicina Comportamental do Instituto de Psicobiologia da Universidade Federal de São Paulo - Unifesp (antiga Escola Paulista de Medicina), que abordava desde a terapia cognitivo-comportamental até hipnose, meditação, medicina psicossomática, terapias cognitivas breves (PNL -  programação neurolinguística) — disciplina implantada no curso pelo Dr. Jô Furlan juntamente com o prof. Dr. José Carlos Mazzilli — e ainda life coaching, biofeedback, entre tantos outros temas ligados diretamente à neurociência comportamental.
O curso foi criado pelo prof. Dr. José Roberto Leite, um pesquisador reconhecido internacionalmente, visando a agregar ferramentas não medicamentosas com foco em resultado. Resumindo: são estratégias comportamentais de gestão de vida. Ferramentas para viver melhor, com maior grau de satisfação e resultado. As pessoas são diferentes a cada momento, apesar de repetirem um padrão de comportamento. Sendo assim, o objetivo da equipe da Unifesp era disponibilizar um arsenal de ferramentas com foco no resultado. Para o Dr. Jô Furlan, não existe técnica infalível nem sem resultado. Tudo depende do momento, da pessoa e do profissional que a aplica. De fato, existem algumas técnicas mais efetivas que outras, porém, nenhuma é plena e absoluta. O processo de desenvolvimento comportamental e seus desdobramentos sempre foram a base fundamental para o ensinamento do paciente ou do treinando (indivíduo que está passando por um processo comportamental sob a orientação de um profissional capacitado).